# Kemmathen (Markt Erlbach)
Kemmathen ist ein Gemeindeteil des Marktes Markt Erlbach im Landkreis Neustadt an der Aisch-Bad Windsheim (Mittelfranken, Bayern). Kemmathen liegt in der Gemarkung Siedelbach.

## Geografie
Südlich des Weilers entspringt ein namenloser linker Zufluss des Ulsenbachs, der wiederum ein linker Zufluss der Zenn ist. 0,5 km westlich des Ortes liegt der Fichtenwald, 0,25 km östlich erhebt sich der Sauberg. Die Staatsstraße 2244 führt nach Markt Erlbach (2,5 km südöstlich) bzw. nach Neidhardswinden (1,7 km nordwestlich).

## Geschichte
Der Ort wurde 1294 als „Kematen“ erstmals urkundlich erwähnt. Der Ortsname ist besonders im süddeutschen Raum weit verbreitet. Er leitet sich von dem lateinischen Wort calminata ab und bezeichnete ursprünglich ein mit einer Feuerstätte versehenes Gemach.
Das Kloster Heilsbronn erwarb dort zwei Anwesen.
Gegen Ende des 18. Jahrhunderts gab es in Kemmathen ein Anwesen. Das Hochgericht übte das brandenburg-bayreuthische Stadtvogteiamt Markt Erlbach aus. Das Anwesen hatte das Kastenamt Neuhof als Grundherrn.
Von 1797 bis 1810 unterstand der Ort dem Justizamt Markt Erlbach und Kammeramt Neuhof. Im Rahmen des Gemeindeedikts wurde Kemmathen dem 1811 gebildeten Steuerdistrikt Markt Erlbach und der 1813 gegründeten Munizipalgemeinde Markt Erlbach zugeordnet. Mit dem Zweiten Gemeindeedikt (1818) wurde es in die Ruralgemeinde Eschenbach umgemeindet. Am 14. September 1824 erfolgte die Umgemeindung in die Ruralgemeinde Siedelbach. Am 1. Januar 1972 wurde Kemmathen im Zuge der Gebietsreform in Bayern nach Markt Erlbach eingemeindet.

### Baudenkmal
- Haus Nr. 3: Wohnstallhaus[13]

### Einwohnerentwicklung
| Jahr      | 001818 | 001840 | 001861 | 001871 | 001885 | 001900 | 001925 | 001950 | 001961 | 001970 | 001987 | 002017 | 002023 |
| Einwohner | 21     | 38     | 30     | 31     | 27     | 22     | 18     | 43     | 18     | 17     | 15     | *23    | *13    |
| Häuser    | 2      | 3      |        |        | 4      | 4      | 5      | 4      | 4      |        | 5      |        |        |
| Quelle    | [ 15 ] | [ 16 ] | [ 17 ] | [ 18 ] | [ 19 ] | [ 20 ] | [ 21 ] | [ 22 ] | [ 23 ] | [ 24 ] | [ 25 ] |        | [ 1 ]  |

## Religion
Der Ort ist seit der Reformation evangelisch-lutherisch geprägt und bis heute nach St. Kilian (Markt Erlbach) gepfarrt. Die Katholiken gehören zur Kirchengemeinde Maria Namen (Markt Erlbach), die ursprünglich eine Filiale von St. Michael (Wilhermsdorf) war und seit 2019 eine Filiale von St. Johannis Enthauptung (Neustadt an der Aisch) ist.